# Хімічне джерело світла

Будова «сяючої палички»:
1. Зовнішня оболонка з прозорого пластика.
2. Скляна капсула.
3. Розчин феніл оксалату і флюоресцетного барвника.
4. Розчин перекису водню.
5. Після розбиття капсули компоненти змішуються, починається реакція зі світінням.

Хімічне джерело світла (ХДС — хемілюмінесцентні джерела світла) — пристрій, що випромінює світло при протіканні хімічної реакції (наприклад, каталітичної реакції деяких ефірів щавлевої кислоти з пероксидом водню в присутності люмінофора).

## Використання
Широко застосовуються як автономні (до 12 годин світіння) джерела світла у різних аварійно-рятувальних, дорожніх, вуличних роботах, в надзвичайних ситуаціях, в туризмі та спелеології, підводному плаванні, для подачі сигналів, в декоративному освітленні. Хімічні джерела світла є повністю автономними, міцними, пожежобезпечними і водонепроникними, придатними для довгого зберігання. Випускаються, як правило, у вигляді пластикових паличок або браслетів, які при надламуванні (згинанні) починають світитися. Колір джерел може мати флуоресцентні відтінки різних кольорів, як правило, зеленого, блакитного чи оранжевого.

## Принцип дії
«Сяючі палички» випромінюють світло при змішуванні двох хімічних речовини. Паличка складається з крихкого контейнера (скляної капсули), який поміщений в гнучку зовнішню пластикову оболонку. Контейнер і оболонка заповнені різними розчинами. При згинанні зовнішньої оболонки, внутрішній контейнер тріскається, при цьому відбувається змішування речовин, що викликає відповідну хімічну реакцію, яка супроводжується світінням. Після розламування трубку струшують для кращого перемішування двох компонентів.